# Função de massa binária
Em astronomia, a função de massa binária ou simplesmente a função de massa é uma função que restringe a massa do componente não visto (tipicamente uma estrela ou um exoplaneta) em uma estrela binária espectroscópica de alinhamento único ou em um sistema planetário.